# Hypodryas latevittata
Hypodryas latevittata är en fjärilsart som beskrevs av Pionneau 1936. Hypodryas latevittata ingår i släktet Hypodryas och familjen praktfjärilar. Inga underarter finns listade i Catalogue of Life.